# Mariposan
Mariposan (Yokutsan), porodica indijanskih jezika iz Kalifornije koja obuhvaća jezike i dijalekte Indijanaca Yokuts. Ime Mariposan došlo je po okrugu Mariposa, čije ime na španjolskom znači 'leptir;  butterfly'. Mariposan plemena granaju se na 3 glavne grane, to su: Buena Vista Yokuts, Chauchila Yokuts i Chukchansi Yokuts. 

## Jezik
Yokuts [yok]

## Vanjske poveznice
- Ethnologue (14th)
- Ethnologue (15th)
- Mariposan Family